# 加希姆·穆罕默多夫
加希姆·穆罕默多夫（1999年9月22日—），阿塞拜疆男子跆拳道运动员，2023年欧洲运动会男子58公斤级铜牌得主、2024年欧洲跆拳道锦标赛男子58公斤级铜牌得主、2024年夏季奥林匹克运动会男子58公斤级银牌得主。